# Malaccotristicha australis
Malaccotristicha australis là một loài thực vật có hoa trong họ Podostemaceae. Loài này được (C. Cusset & G. Cusset) M. Kato, Y. Kita & Koi mô tả khoa học đầu tiên năm 2003.